# Helge Ekroth
Helge Ekroth   (Stallarholmen, 26 de febrer de 1892 - Estocolm, 29 de novembre de 1950) fou un futbolista suec de la dècada de 1910.
Fou 18 cops internacional amb la selecció sueca amb la qual participà en els Jocs Olímpics d'Estiu de 1912.
Pel que fa a clubs, defensà els colors de AIK.